# Lipovjani
Lipovjani (starovjerci; Engl. Lipovans; lipoveni u Rumunjskoj), malena etnička zajednica porijeklom od Rusa nastanjena na delti Dunava u rumunjskoj županiji Tulcea. Iz Rusije su emigrirali prije više od 200 godina zbog neslaganja s ruskom ortodoksnom crkvom i nastanili se uz rijeku Prut u suvremenoj Ukrajini (današnje glavno središte Vilkovo) i na delti Dunava. Danas ih ima u Rumunjskoj oko 40,000. Lipovjani su ostali vjerni svetkovanju Božića, Nove godine i Epifanija prema starom običaju, 12 dana poslije. Glavno zanimanje im je ribolov. 